# 강영아
강영아(1965년 ~ )는 대한민국의 배우다.

## 주요 경력
- 1981년 CF 광고 모델 데뷔
- 1982년 MBC 특채 탤런트

## 출연작

### TV 드라마
- 1985년 KBS1 TV문학관 배뱅이 굿 - 배뱅이 역
- 1985년 KBS1 TV문학관 산란 - 봉추스님 처 역
- 1985년 KBS1 TV문학관 산곡의 백합 - 오지숙 역
- 1985년 KBS1 TV문학관  마뜰 - 말숙 역
- 1986년 KBS2 《여심》 순득 역
- 1986년 KBS1 《노다지》 이월 역
- 1987년 KBS1 《토지》을례 역
- 1990년 KBS2 《머슴아와 가이내》
- 1991년 KBS2 《3일의 약속》옥봉 역
- 1991년 KBS1 《바람꽃은 시들지 않는다》 은숙 역
- 1991년 KBS1 《형》 최용각 부인 역
- 1992년 KBS1 《너의 이름은 효자》
- 1993년 KBS1 《달빛 고향》
- 1993년 KBS2 《청춘극장》 박춘심 역
- 1994년 KBS2 《무당》길중 엄마 역
- 1995년 KBS2 《장녹수》 박씨 부인 역
- 1998년 KBS2 《종이학》

### 영화
- 1981년 《가슴깊게 화끈하게》
- 1982년 《어둠의 딸들》
- 1983년 《인생극장》
- 1984년 《사약》
- 1986년 《빨간 하이힐》 정애 역
- 1987년 《마님》

### 광고
- 1987년 롯데칠성음료 탐스